# Fort William College
 (janvier 2021).
La mise en forme du texte ne suit pas les recommandations de Wikipédia : il faut le « wikifier ».
Les points d'amélioration suivants sont les cas les plus fréquents. Le détail des points à revoir est peut-être précisé sur la page de discussion.
- Les titres sont pré-formatés par le logiciel. Ils ne sont ni en capitales, ni en gras.
- Le texte ne doit pas être écrit en capitales (les noms de famille non plus), ni en gras, ni en italique, ni en « petit »…
- Le gras n'est utilisé que pour surligner le titre de l'article dans l'introduction, une seule fois.
- L'italique est rarement utilisé : mots en langue étrangère, titres d'œuvres, noms de bateaux, etc.
- Les citations ne sont pas en italique mais en corps de texte normal. Elles sont entourées par des guillemets français : « et ».
- Les listes à puces sont à éviter, des paragraphes rédigés étant largement préférés. Les tableaux sont à réserver à la présentation de données structurées (résultats, etc.).
- Les appels de note de bas de page (petits chiffres en exposant, introduits par l'outil «  Source ») sont à placer entre la fin de phrase et le point final[comme ça].
- Les liens internes (vers d'autres articles de Wikipédia) sont à choisir avec parcimonie. Créez des liens vers des articles approfondissant le sujet. Les termes génériques sans rapport avec le sujet sont à éviter, ainsi que les répétitions de liens vers un même terme.
- Les liens externes sont à placer uniquement dans une section « Liens externes », à la fin de l'article. Ces liens sont à choisir avec parcimonie suivant les règles définies. Si un lien sert de source à l'article, son insertion dans le texte est à faire par les notes de bas de page.
- La présentation des références doit suivre les conventions bibliographiques. Il est recommandé d'utiliser les modèles {{Ouvrage}}, {{Chapitre}}, {{Article}}, {{Lien web}} et/ou {{Bibliographie}}. Le mode d'édition visuel peut mettre en forme automatiquement les références.
- Insérer une infobox (cadre d'informations à droite) n'est pas obligatoire pour parachever la mise en page.

Pour une aide détaillée, merci de consulter Aide:Wikification.
Si vous pensez que ces points ont été résolus, vous pouvez retirer ce bandeau et améliorer la mise en forme d'un autre article.

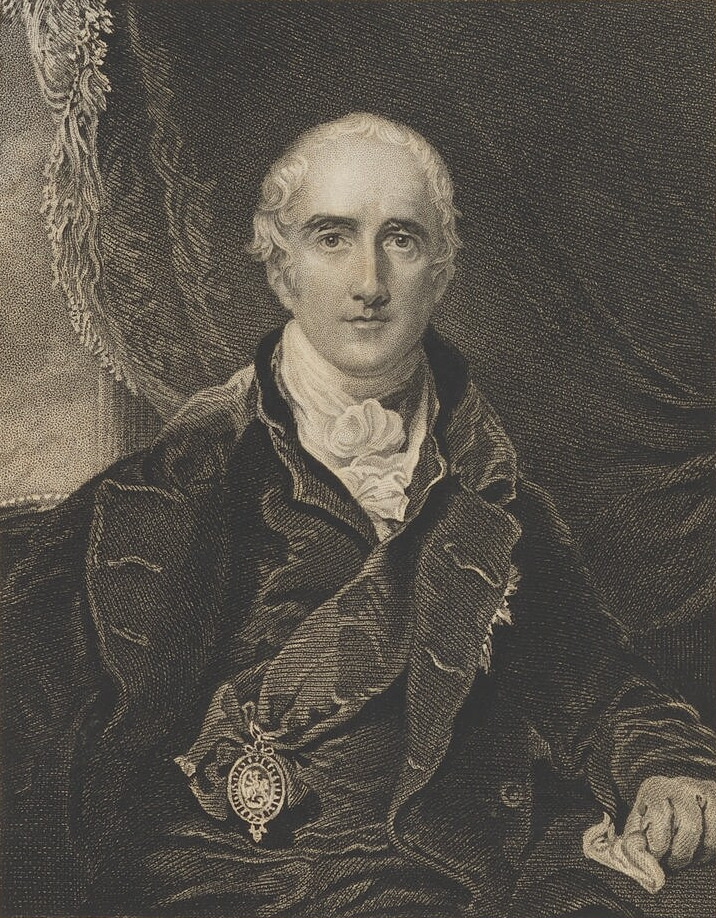
Richard Colley Wellesley

Fort William College est une académie d'études orientales et un centre d'apprentissage fondée le 10 juillet 1800 par Lord Wellesley, alors gouverneur général de l'Inde britannique, et situé dans le complexe de Fort William à Calcutta. Wellesley antidate la fondation au 4 mai 1800, pour commémorer le premier anniversaire de sa victoire sur Tipu Sultan à Seringapatam,. L'institution a permis de traduire des milliers de livres du sanscrit, de l'arabe, du persan, du bengali, de l'hindi et de l'ourdou vers l'anglais. Ce collège a également encouragé l'impression et la publication de livres en ourdou.

## Langues enseignées
Le Fort William College visait à former des fonctionnaires britanniques aux langues indiennes et, ce faisant, encourageait le développement de langues telles que le bengali et l'ourdou. En 1815, Ram Mohan Roy s'installe à Calcutta. Il est considéré par de nombreux historiens comme l'instigateur de la Renaissance bengali. Il crée la Calcutta Madrassa en 1781, la Société asiatique en 1784 et le Fort William College en 1800, permettant ainsi l'émergence de Calcutta en tant que centre intellectuel. 
L'enseignement des langues asiatiques telles que l'arabe, l'ourdou, le persan, le sanscrit et le bengali prédominent. Plus tard, le marathi et le chinois y ont été ajoutés. Chaque département du Fort William College accueillait des chercheurs célèbres. Le département persan était dirigé par Neil B.Edmonstone, traducteur persan auprès du gouvernement de la Compagnie des Indes orientales depuis 1794. Son professeur adjoint était John H. Harington, juge de Sadar Diwani Adalat et Francis Gladwin, soldat diplomate. C'est le lieutenant John Baillie qui s'occupait de l'enseignement d'arabe. Le département ourdou a été confié à John Borthwick Gilchrist, linguiste de grande réputation. Henry Thomas Colebrooke, le célèbre orientaliste, était à la tête du département sanscrit. William Carey, missionnaire non civil et spécialiste de nombreuses langues indiennes, a été choisi pour diriger le département des langues vernaculaires. Alors que des érudits ont été nommés pour l'enseignement de différentes langues, personne à Calcutta n'était apte à enseigner le bengali. À cette époque, les érudits brahmanes apprenaient uniquement le sanscrit, considéré comme la langue des dieux, et ils n’étudiaient pas le bengali. Les autorités décident alors de nommer Carey, qui travaillait pour la mission baptiste de Serampore. Il nomme à son tour Mrityunjoy Vidyalankar comme chef pandit, Ramnath Bachaspati comme deuxième pandit et Ramram Basu comme l'un des assistants pandits. 
Parallèlement à l'enseignement, le Fort William College employait plus d'une centaine de linguistes locaux pour des traductions. La Calcutta Gazette le 23 avril 1789 publie une demande de certains natifs du Bengale, qui souhaite la production d'une grammaire et d'un dictionnaire bengali

## Localisation
Le Fort William College se trouve au coin de la rue Council House et du terrain de parade (aujourd'hui appelé Maidan). Après sa fermeture, le bâtiment est réoccupé d'abord par The Exchange de Mackenzie Lyall & Co., puis par les bureaux du Bengal Nagpur Railway et enfin par Raj Bhavan (« Government House »). 

## Bibliothèque

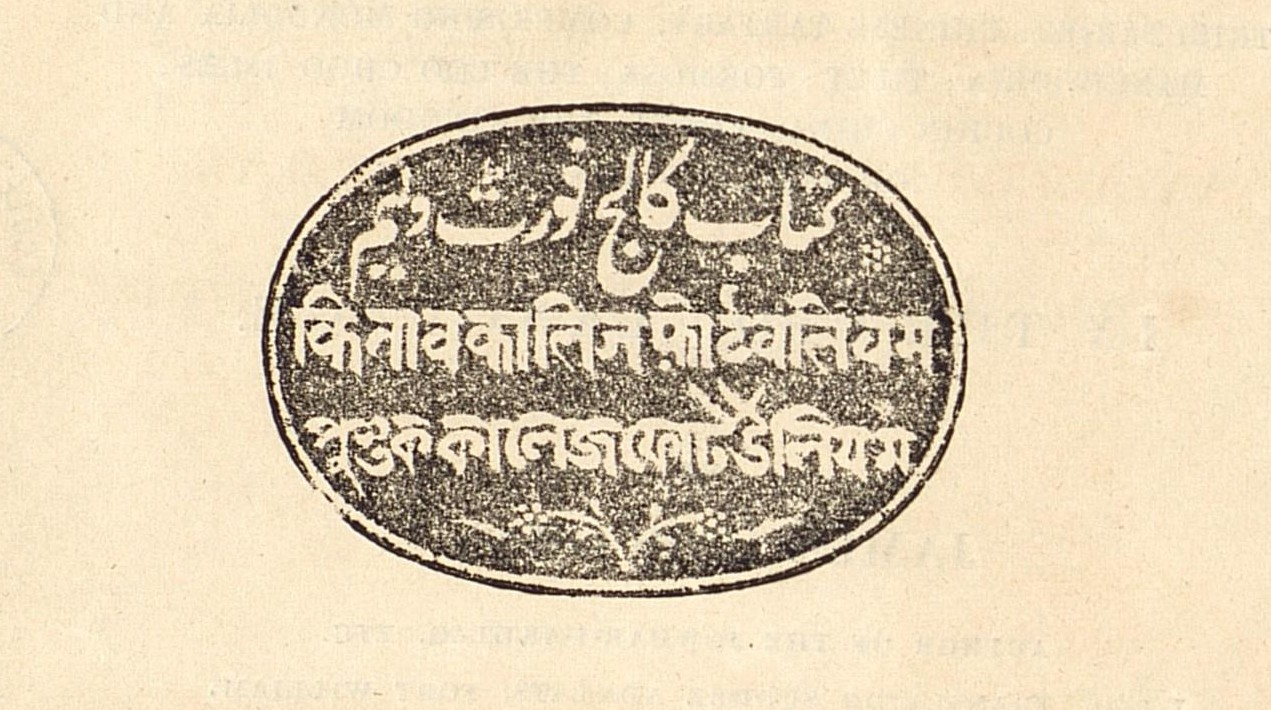
Ex-libris arabe de la bibliothèque du Fort William College.

La bibliothèque du Fort William College abritait une grande collection de manuscrits anciens et de nombreux livres historiques précieux provenant de toute l'Asie du Sud. Plusieurs copies ont été imprimées.   
Lorsque le Fort William College est dissous en 1854, les livres de la collection répertoriés pour la conservation ont été transférés à la nouvelle bibliothèque publique de Calcutta, maintenant la Bibliothèque nationale. Certains livres ont été transférés à l' École des langues orientales de Paris et sont désormais conservés à la Bibliothèque Universitaire des Langues et Civilisations (BULAC). Une exposition numérique lui a été récemment consacrée.  

## Difficultés

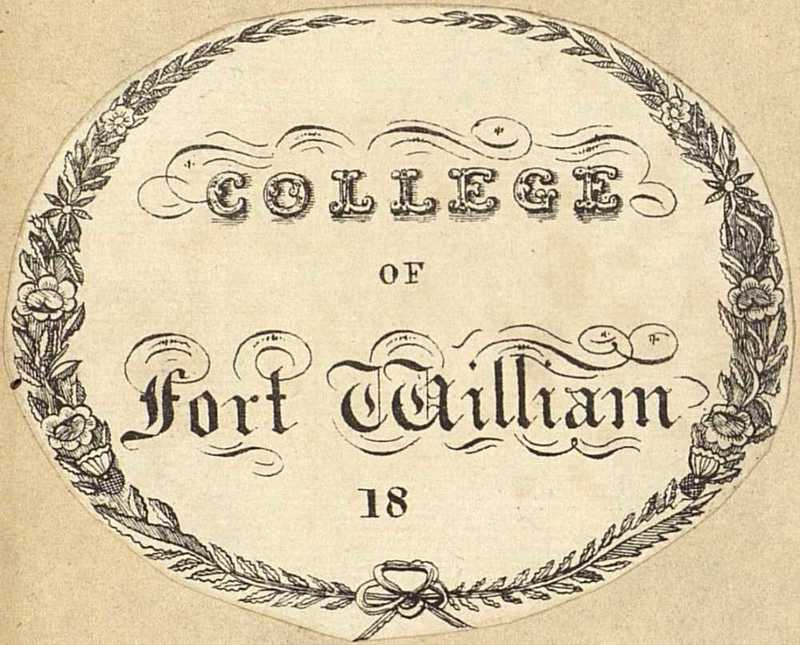
Ex-libris anglais de la bibliothèque du Fort William College.

Les directeurs de la British East India Company n'ont jamais été en faveur d'un établissement destiné à la formation à Calcutta. C'est pour cela que les fonds pour la faire fonctionner ont toujours manqué. En 1807 est d'ailleurs créé à Haileybury en Angleterre l'East India Company College. Cela n'empêche pas le Fort William College de continuer à être un centre d'apprentissage des langues. 

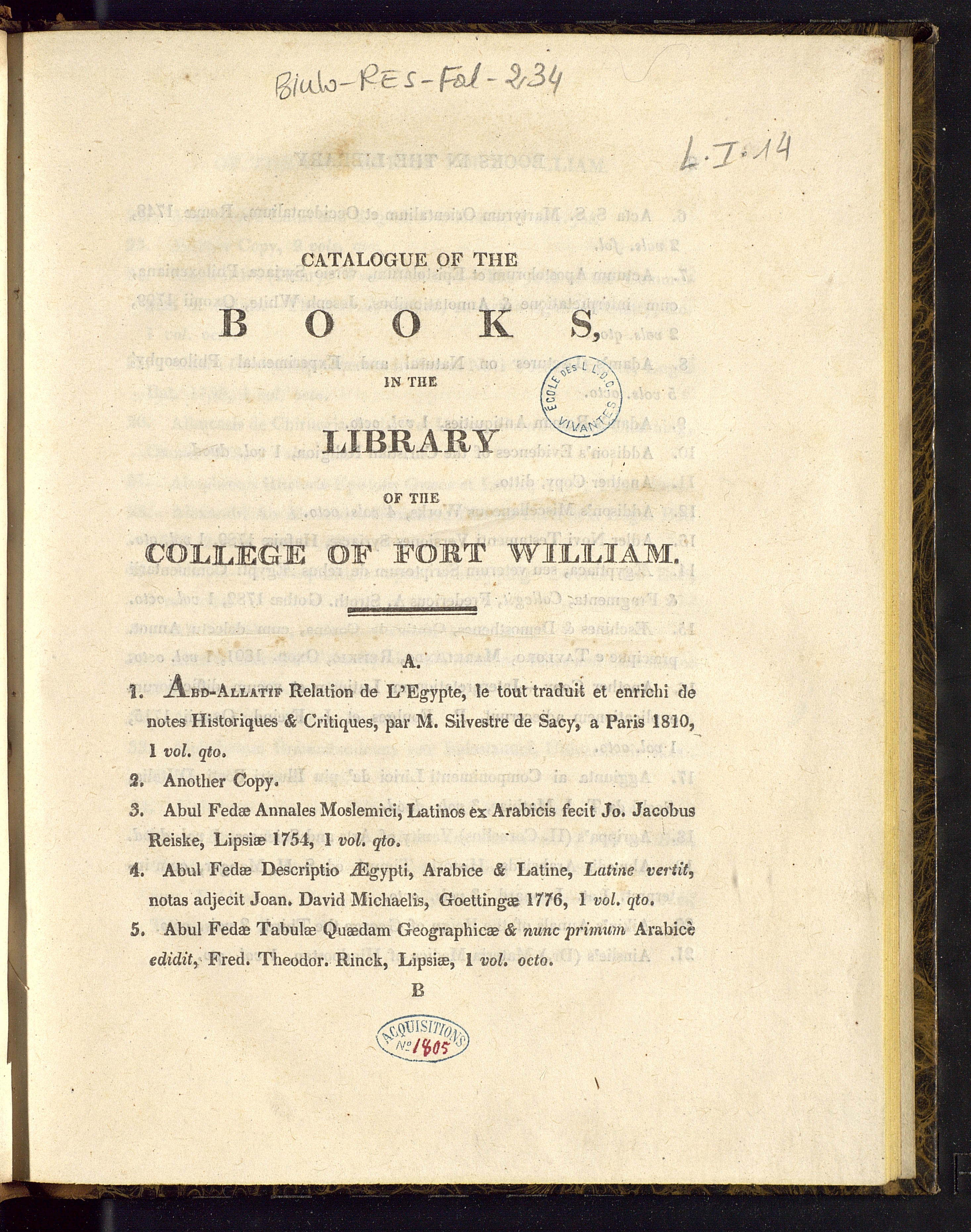
Catalogue des livres de la Bibliothèque du Collège de Fort William (Bibliothèque Numérique Aréale, BULAC)

Lord William Bentinck annonce une politique éducative d'instruction publique dès 1835, principalement pour répondre aux besoins croissants de l'administration et du commerce. Cela a pour effet de rendre obsolète la formation du Fort William College, de sorte que l'administration dissous officiellement l'institution en 1854.   

## Éminents érudits
Le Fort William College a accueilli un grand nombre d'éminents universitaires. Ils ont énormément contribué au développement des langues et de la littérature indiennes. Parmi eux, on peut citer : 
- William Carey (1761–1834) qui enseigna au Fort William College de 1801 à 1831. Au cours de cette période, il a publié une grammaire et un dictionnaire bengali, de nombreux manuels, la Bible, la grammaire et le dictionnaire dans d'autres langues indiennes.
- Matthew Lumsden (1777–1835).
- John Borthwick Gilchrist (juin 1759 - 1841).
- Mrityunjay Vidyalankar (v. 1762 - 1819) qui fut le premier pandit au Fort William College. Il écrivit un certain nombre de manuels et est considéré comme le premier « artiste conscient » de la prose bengali[10]. Bien qu'érudit sanskrit, il commence à écrire le bengali à la suite des besoins du Fort William College. Il publie ainsi Batris Singhasan (1802), Hitopodesh (1808) et Rajabali (1808), première histoire publiée de l'Inde. Mrityunjoy ne connaissant pas l'anglais, le contenu a peut-être été fourni par d'autres chercheurs du Fort William College.
- Tarini Charan Mitra (1772–1837), érudit pour les langues anglaise, ourdou, hindi, arabe et persane, faisait partie du département hindoustani du Fort William College. Il a traduit de nombreuses histoires en bengali.
- Lallu Lal (également orthographié Lalloolal ou Lallo Lal), père de la prose hindoustani sanscrite, était instructeur en hindoustani au Fort William College. Il a imprimé et publié en 1815 le premier livre dans la vieille langue littéraire hindi Braj Bhasha, Vinaypatrika de Tulsidas.
- Ramram Basu (1757–1813) a aidé William Carey, Joshua Marshman et William Ward dans la publication de la première traduction en bengali de la Bible.
- Ishwar Chandra Vidyasagar (1820–1891) était chef pandit au Fort William College entre 1841 et 1846. Il s'est concentré sur l'anglais et l'hindi. En raison de ses fonctions, il avait peu de temps pour la création littéraire, mais grâce à sa production de manuels scolaires, de brochures et du récit de Kâlidâsa Shakuntala ainsi que la traduction La comédie des erreurs de Shakespeare, il devient la norme pour la prose classique bengali.
- Madan Mohan Tarkalankar (1817-1858) a enseigné au Fort William College. Il a été l'un des pionniers de la rédaction de manuels de langue.